# André Gaboriaud
André Gaboriaud   (Gémozac, 1 de maig de 1895 - Meschers-sur-Gironde, 23 de novembre de 1969) va ser un tirador d'esgrima francès que va competir durant la dècada de 1920.
El 1928 va prendre part en els Jocs Olímpics d'Amsterdam, on guanyà la medalla de plata en a competició de floret per equips del programa d'esgrima.